# Bahieae
Bahieae je tribus glavočika u potporodici Asteroideae. Prizna je 21 rod. Ime je došlo po rodu Bahia.

## Rodovi
1. Schkuhria Roth (2 spp.)
2. Achyropappus Kunth (3 spp.)
3. Bahia Lag. (1 sp.)
4. Holoschkuhria H. Rob. (1 sp.)
5. Nothoschkuhria B. G. Baldwin (1 sp.)
6. Apostates Lander (1 sp.)
7. Picradeniopsis Rydb. ex Britton (8 spp.)
8. Florestina Cass. (8 spp.)
9. Palafoxia Lag. (12 spp.)
10. Platyschkuhria (A. Gray) Rydb. (1 sp.)
11. Hymenothrix A. Gray (11 spp.)
12. Loxothysanus B. L. Rob. (2 spp.)
13. Hymenopappus L´Hér. (14 spp.)
14. Bartlettia A. Gray (1 sp.)
15. Chamaechaenactis Rydb. (1 sp.)
16. Peucephyllum A. Gray (1 sp.)
17. Psathyrotopsis Rydb. (3 spp.)
18. Espejoa DC. (1 sp.)
19. Chaetymenia Hook. & Arn. (1 sp.)
20. Thymopsis Benth. (2 spp.)
21. Hypericophyllum Steetz (13 spp.)